# Верхняя Марна
Ве́рхняя Ма́рна (фр. Haute-Marne) — департамент на северо-востоке Франции, один из департаментов региона Гранд-Эст. Порядковый номер — 52. Административный центр — Шомон. Население — 191 004 человека (91-е место среди департаментов, данные 2010 г.).

## География
Площадь территории — 6211 км². Через департамент протекает река Марна.
Департамент включает 3 округа, 32 кантона и 432 коммуны.

## История
Верхняя Марна — один из первых 83 департаментов, образованных во время Великой французской революции в марте 1790 г. Возник на территории бывшей провинции Шампань. Название происходит от реки Марна.